# مجلس التشرد الأمريكي

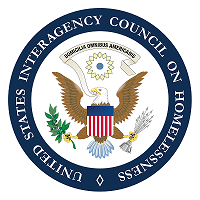
ختم المجلس المشترك بين الوكالات المعني بالتشرد

مجلس الولايات المتحدة المشترك بين الوكالات المعني بالتشرد هو وكالة اتحادية مستقلة داخل السلطة التنفيذية الأمريكية التي تقود تنفيذ الخطة الاستراتيجية الفيدرالية لمنع وإنهاء التشرد . ينصح من قبل مجلس، والذي يضم رؤساء وكالاتها الأعضاء الفيدرالية العشرين. وكان الرئيس السابق المباشر هو وزيرة الصحة والخدمات الإنسانية سيلفيا ماثيوز بورويل ، ونائبة الرئيس وزيرة التعليم جون كينج . شركاء المجلس مع هذه الوكالات الفيدرالية التسعة عشر وحكومات الولايات والحكومات المحلية والدعاة ومقدمي الخدمات والأشخاص الذين يعانون من التشرد لتحقيق الأهداف المحددة في الخطة الاستراتيجية الفيدرالية الأولى لمنع وإنهاء التشرد، فتح الأبواب. 

## روابط خارجية
- مجلس الولايات المتحدة المشترك بين الوكالات المعني بالتشرد - موقع على شبكة الإنترنت